# Приз Марка Твена за американский юмор
Приз Марка Твена за американский юмор (англ. Mark Twain Prize for American Humor) — американская награда, с 1998 года ежегодно вручаемая Центром исполнительских искусств имени Джона Ф. Кеннеди. Названный в честь юмориста Марка Твена, приз ежегодно вручается людям, которые оказали «влияние на американское общество подобно Марку Твену».
Статуэткой приза является копия бюста Твена, созданная скульптором Карлом Герхардтом в 1884 году. Ежегодная церемония вручения проводится осенью в Центре Джона Кеннеди.

## Обладатели приза
Билл Косби был лишён награды в 2018 году, после того, как был осуждён за сексуальное домогательство.
- 1998 — Ричард Прайор[3]
- 1999 — Джонатан Уинтерс[4]
- 2000 — Карл Райнер[5]
- 2001 — Вупи Голдберг[6]
- 2002 — Боб Ньюхарт[7]
- 2003 — Лили Томлин[8]
- 2004 — Лорн Майклз[9]
- 2005 — Стив Мартин[10]
- 2006 — Нил Саймон[11]
- 2007 — Билли Кристал[12]
- 2008 — Джордж Карлин[13]
- 2009 — Билл Косби[2]
- 2010 — Тина Фей[14]
- 2011 — Уилл Феррелл[15]
- 2012 — Эллен Дедженерес[16]
- 2013 — Кэрол Бёрнетт[17]
- 2014 — Джей Лено[18]
- 2015 — Эдди Мерфи[19]
- 2016 — Билл Мюррей[20]
- 2017 — Дэвид Леттерман[21]
- 2018 — Джулия Луи-Дрейфус[22]
- 2019 — Дейв Шаппелл[23]
- 2022 — Джон Стюарт[24]
- 2023 — Адам Сэндлер[25]
- 2024 — Кевин Харт[26]